# Siouni

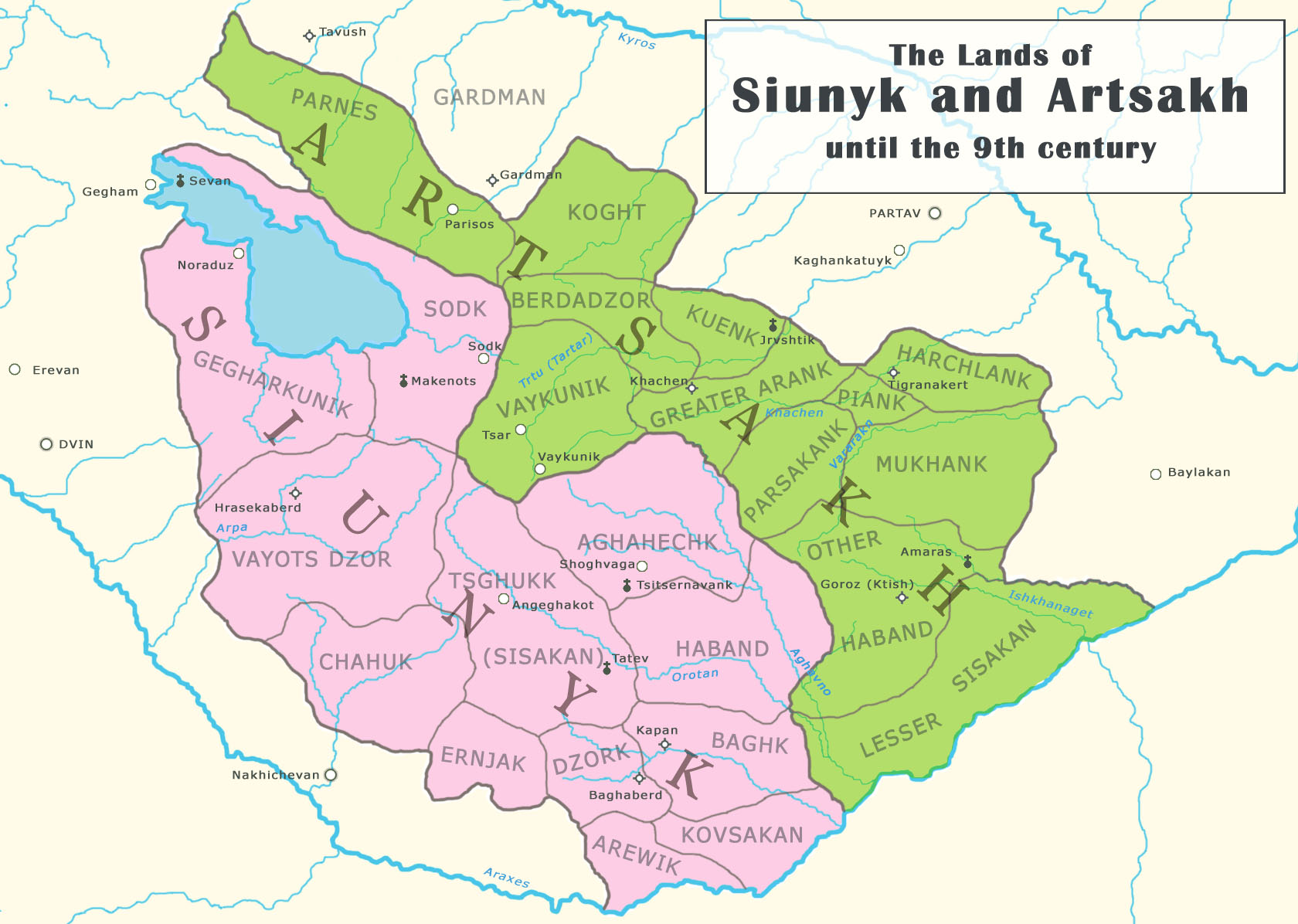
Carte des Siounis

Les Siouni ou Siounides (en arménien Սյունիներ, Syuniner), également Sisakyan (Սիսակյաններ, Sisakyaner — du nom de leur ancêtre éponyme, Sisak (en), fils de Gegham, fils d’Amasia Haykazouni) ou Haykides (en raison du rattachement de Sisak à Hayk), sont les membres d'une famille de la noblesse arménienne qui gouverne la Siounie dès la fin du IIIe siècle.

## Princes de Siounie
- 314 : Andovk Ier (Antiochos) ;
- 330/339 : Valinak Ier, son fils ;
- 339-384/385 : Andovk II, son frère ;
- 385-404 : Babik Ier, son fils ;
  - 404-405 : Samus Ier, prince Gntouni (usurpateur) ;
- 404-413 : Valinak II, fils d'Andovk II ;
- 412-451 : Vasak Ier, fils de Babik Ier, marzban d’Arménie (442-451) ;
- 451-475 : Varaz-Valan ou Vahan Ier, fils de Valinak II ;
- 475-490 : Babik II/Bagben Ier, fils de Vasak Ier ;
- 475-483 : Gdihon (Gédéon), fils de Varaz-Valan et gendre de Vasak Ier, anti-prince ;
- 483-490 : Vram (Vahram), son fils, anti-prince ;
  - 490-491 : interrègne ;
- 491-502 : Vasak II, son fils ;
- 502-511 : Artaschir Ier, son fils ;
  - 511-514 : interrègne ;
- 514-524 : Babgen II, son fils ;
  - 524-535 : interrègne ;
- 535-553 : Horhan Ier (Jean), son fils ;
- 553-554 : Valoul, son fils ;
- 554-564 : Grigor Ier (Grégoire), son fils ;
- 564-587 : Mihr-Artaschir II, son fils ;
  - 587-590 : interrègne ;
- 590-591 : Piran Ier, son fils ;
  - 591-593 : interrègne ;
- 593-595 : Sargis Ier (Serge), son fils ;
  - 595-598 : interrègne ;
- 598-608 : Sahac Ier (Isaac), son fils ;
  - 608-621 : interrègne, occupation perse ;
- 621-636 : Grigor II Novirak, son fils ;
- 636-652 : Hrahat Ier (Phraatès), son fils ;
- 652-679 : Horhan II, son fils ;
- 680-698 : Kourd Ier, son fils ;
- 729-741 : Babgen III, son fils  ;
- v. 750 : Kourd II, son fils ;
- 750-780 : Artr-Nerseh ;
- 780-821 : Vasak III, fils de Kourd II (?).

## Division de la Siounie
Après la mort de Vasak III en 821, la Siounie se trouve partagée par ses fils entre Siounie occidentale (Gelarqounig ou Gégharkunik), qui disparaît vers 920, et la Siounie orientale. Smbat II et Vasak VI sont reconnus comme rois indépendants de Siounie par les musulmans en opposition avec la royauté bagratide d'Ani. 

### Princes de Siounie occidentale ou Gégharkunik
- 821-831 : Sahac II, fils de Vasak III ;
- 831-851 : Grigor-Soupan Ier, son fils ;
- 851-859 : Vasak IV Gabour, son fils ;
- 859-912 : Grigor-Soupan II, son fils ;
- 912-914 : Sahac III, son frère ;
- 914-920 : Vasak V, son frère.

### Princes de Siounie orientale ou Vayots Dzor
- 821-848 : Philippe Ier, fils de Vasak III ;
- 848-851 : Babgen IV Nerseh, son fils ;
- 851-892 : Vasak IV Ishxan, son frère ;
- v. 853 : Grigor, anti-prince ;
- v. 881 : Hrahat,  anti-prince ;
- 892-908 : Aschot Ier, fils de Philippe Ier, en Vayots Dzor, de Tchahouk et de Tslouk ;
- 892-943 : Philippe II, fils de Vasak IV, en Haband et Schnher ;
- 909-940 : Smbat Ier, fils d'Aschot Ier ;
- ? : Babgen V, en Balk, son frère ;
- 920-963 : Vasak V, fils de Smbat Ier, Vayots Dzor, Tchahouk, et une partie de Tsouk ;
- 960-998 : Smbat II, en Tsouk et Balk, fils du prince Sahak et petit-fils de Philippe Ier, reconnu roi par les musulmans en 970 ;
- 998-1019 : Vasak VI, son fils, roi de Siounie ;
- 1019-? : Smbat III, son neveu (fils de sa sœur et d'un prince Achot), roi de Siounie ;
- 1019-1072 : Grigor III, son frère, roi de Siounie.

Le dernier prince de Siounie orientale, Grigor III (mort en 1072), a comme successeur son beau-frère (i.e. frère de son épouse) l'Aranshahikide Séneqérim-Ion (1072-1094), « prince de l'Autre Haband », roi titulaire d'Albanie du Caucase, puis le fils de celui-ci, Grégoire IV (1094-1116) et enfin l'époux de Kata, la fille de Grégoire, Hasan Ier le Grand, prince de Khatchen, avant la conquête par les Seldjoukides. 